# فرقة فافن غرينادين إس إس الرابعة عشر (الجاليكية الأولى)
14th Waffen Grenadier Division of SS (الجاليكية الأولى) ( (بالألمانية: 14. Waffen-Grenadier-Division der SS [galizische Nr. 1]))‏ Waffen-Grenadier-Division der SS [galizische Nr. 1])،  (بالأوكرانية: 14а Гренадерська Дивізія СС (1а галицька))‏، قبل عام 1944 بعنوان الفرقة التطوعية SS الرابعة عشرة "غاليسيا" ( (بالألمانية: 14. SS-Freiwilligen Division "Galizien")‏ SS-Freiwilligen Division "Galizien"، (بالأوكرانية: 14а Добровільна Дивізія СС "Галичина")‏ تشكيلًا عسكريًا ألمانيًا في الحرب العالمية الثانية مؤلفًا في الغالب من متطوعين عسكريين ذوي خلفية عرقية أوكرانية من منطقة غاليسيا،  ضمت لاحقا بعض السلوفاك والتشيك.  تشكلت في عام 1943، ودمرت إلى حد كبير في معركة برودي، ثم اصلحت وشاركت في القتال في سلوفاكيا ويوغوسلافيا والنمسا قبل إعادة تسميتها الفرقة الأولى للجيش الوطني الأوكراني حتى الاستسلام للحلفاء الغربيين بحلول 10 مايو 1945.

## خلفية
بعد الحرب العالمية الأولى وتفكك النمسا - المجر، تم دمج إقليم غاليسيا الشرقية ( هاليشينا )، التي تسكنها أغلبية أوكرانية ولكن بوجود أقلية بولندية كبيرة، في بولندا بعد الحرب البولندية الأوكرانية. بين الحروب، تم تقسيم الولاءات السياسية للأوكرانيين في شرق غاليسيا بين الديمقراطيين الوطنيين المعتدلين والمنظمة الأكثر تطرفًا للقوميين الأوكرانيين. انقسمت المجموعة الأخيرة نفسها إلى فصيلين، المجموعة الأكثر اعتدالًا التي يقودها أندريه ميلنيك والتي تربطها علاقات وثيقة بالمخابرات الألمانية ( أبوهر )، والأكثر تطرفًا بقيادة أونان بزعامة ستيبان بانديرا. عندما قسمت بولندا بين ألمانيا والاتحاد السوفيتي بموجب شروط اتفاق مولوتوف-ريبنتروب في عام 1939، تم ضم إقليم غاليسيا الشرقية إلى أوكرانيا السوفيتية. في عام 1941 احتلت ألمانيا.
أقر القادة الأوكرانيون بمختلف قناعاتهم السياسية بضرورة وجود قوة مسلحة مدربة. كان الألمان قد فكروا في وقت سابق في تشكيل قوة مسلحة مكونة من الشعب السلافي، لكنهم قرروا أن هذا غير مقبول لأنهم اعتبروا السلاف درجة أقل من البشر ( أونترمينش ) مقارنة بالسباق الجرماني الرئيسي لأوبيرمنشن.  في بداية عام 1943، دفعت الخسائر المتزايدة  الزعماء النازيين إلى تغيير آرائهم الأولية.

## تنظيم الفرقة

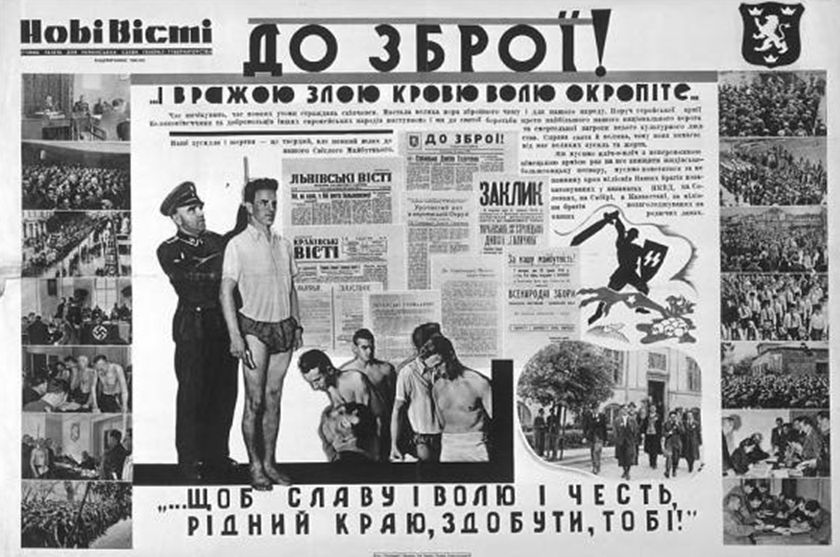
ملصق توظيف الفرقة الجاليكية، 1943